# Mosdijk
De Mosdijk is een straat in Lier, in de Belgische provincie Antwerpen. Ze loopt van de Aragonbrug, aan het Hof van Aragon tot de brug van de Predikherenlaan, evenwijdig met de Binnennete. Vanop de Mosdijk heeft men zicht op de historische panden aan de overkant van de Binnennete. De bebouwing op de Mosdijk zelf zijn vooral classicistische en vroeg-20e-eeuwse patriciërswoningen. Op nr 15 herinnert een gedenkplaat aan de schrijver Ernest Van der Hallen. Aangezien de Mosdijk maar aan één kant huizen heeft (de overzijde is de Nete-oever) lopen de huisnummers ononderbroken op, waar die in de meeste straten alleen de even of de oneven nummers bevatten. Tussen de Binnennete en de Mosdijk bevindt zich een kaaimuur met een arduinen afdekplaat.
In 1993 werd de straat samen met de huizen met nummers 1 tot 18, de kaaimuur en de bomenrij erkend als beschermd stadsgezicht.